# 장폴 베르트랑드만
장-폴 페르낭 가브리엘 베르트랑-드만(프랑스어: Jean-Paul Fernand Gabriel Bertrand-Demanes, 카사블랑카-세타트 지방 카사블랑카 ~)은 프랑스의 전직 프로 축구 선수로, 현역 시절 골키퍼로 활약했다. 그는 1970년대 프랑스 국가대표팀 경기에 11번 출전했고, 1978년 월드컵 당시에는 프랑스 국가대표팀의 일원이었다. 프로 시절, 베르트랑-드만은 현역 시절 전부를 낭트(1969–1987)에서 보냈다.
1978년 월드컵 본선에서 그는 이탈리아전과 아르헨티나전에 출전했지만, 후자의 경기에서 척추를 골대와 충돌해 부상당해 교체되어 나갔다. 이 대회의 아르헨티나전은 그의 마지막 프랑스 국가대표팀 경기였다.

## 같이 보기
- 원클럽맨 명단